# 凯尔塔尔
凯尔塔尔（Khairthal），是印度拉贾斯坦邦Alwar县的一个城镇。总人口32008（2001年）。

## 人口
该地2001年总人口32008人，其中男性16977人，女性15031人；0—6岁人口5279人，其中男2828人，女2451人；识字率64.53%，其中男性为72.33%，女性为55.72%。